# Darling Downs

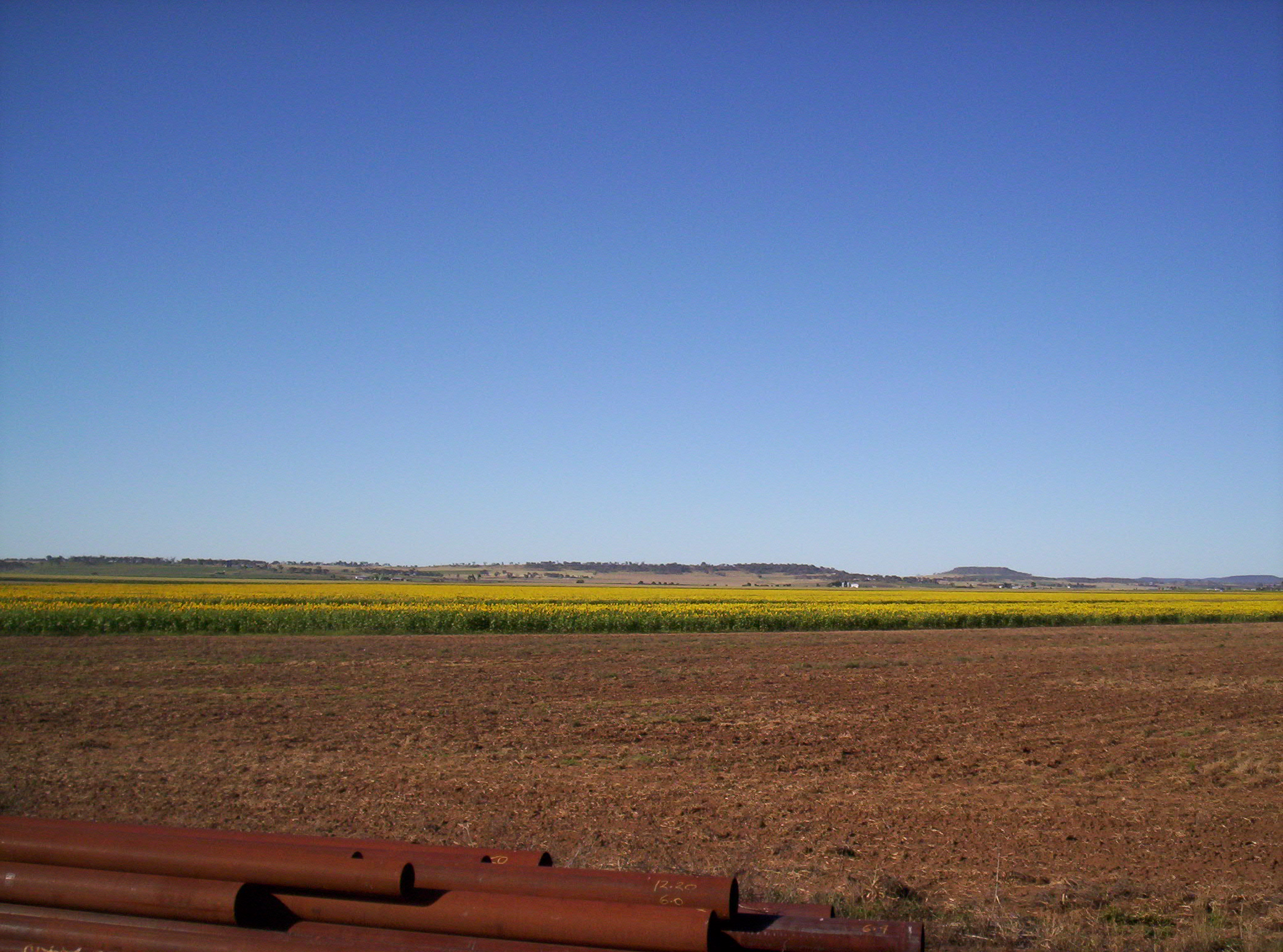
Campo de girasoles en Darling Downs.

Darling Downs con un área de 77.600 km² y fundada en 1840. Es una región agrícola en las laderas occidentales de la Gran Cordillera Divisoria, en el sur de Queensland, Australia. Las colinas se encuentran al oeste del sudeste de Queensland y es una de las once regiones principales de Queensland.
La región recibe su nombre del entonces gobernador de Nueva Gales del Sur, Ralph Darling, puesto por Allan Cunningham, un explorador de Australia.
El paisaje está dominado por colinas cubiertas de pastos de muchas diferentes verduras, leguminosas y otros cultivos como algodón, trigo, cebada y sorgo. Entre las granjas hay largos tramos de carreteras que atraviesan, crestas tupidas, arroyos serpenteantes y muchos rebaños de ganado. Hay explotaciones con ganado vacuno, cerdos, ovejas y caldo de cordero. Otros lugares típicos incluyen sistemas de riego, molinos de viento que actúa como bombas de agua de pozo para sacar agua de la Gran Cuenca Artesiana.

## Geografía
La ciudad principal es Toowoomba unos 132 km al oeste de Brisbane. Otras ciudades situadas en lo que se denomina la Downs; incluyen Dalby, Warwick, Roma, Akey, Mitchell, Pittsworth, Allora, Clifton, Cecil Plains, Drayton, Millmerran, Nobby y Chinchilla, en el oeste.
Está ubicado en la cuenca hidrográfica del río Condamine y Maranoa. En los límites norte de las colinas de las Montañas Bunya y el parque nacional Montañas Bunya. Limita al norte con la región de South Burnett y al oeste con Maranoa. Una sección de las llanuras occidentales se encuentra en los yacimientos de carbón de la Cuenca Surat.